# Marie Luise von Degenfeld

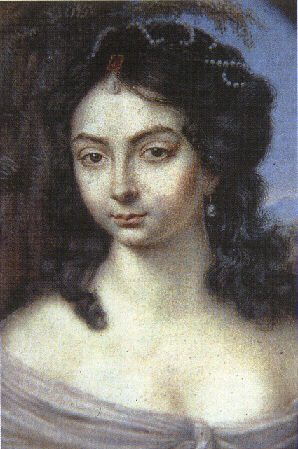
Luise von Degenfeld

Maria Susanne Loysa von Degenfeld (meist Luise von Degenfeld genannt), seit 1667 Raugräfin zu Pfalz, (* 28. November 1634 in Straßburg; † 18. März 1677 in Schloss Friedrichsburg, Mannheim) war die morganatisch angetraute Ehefrau des Kurfürsten Karl I. Ludwig von der Pfalz (1618–1680), des durch den Westfälischen Frieden rehabilitierten Sohnes Friedrichs V., des sog. Winterkönigs, und der Elisabeth Stuart.

## Biografie
Marie Luise von Degenfeld war die Tochter des bekannten Feldherrn Christoph Martin von Degenfeld (1599–1653) und der Anna Maria Adelmann von Adelmannsfelden (1610–1651). Sie kam 1650 an den Hof des Kurfürsten Karl Ludwig von der Pfalz nach Heidelberg, wohl als Hofdame der Kurfürstin Charlotte, der Tochter des Landgrafen von Hessen-Kassel. Mit dieser hatte sich Karl Ludwig im selben Jahr vermählt.

### Marie Luise von Degenfeld und der Kurfürst Karl Ludwig
Die schöne Freiin Degenfeld übte bald eine unwiderstehliche Anziehungskraft auf den Kurfürsten aus, der zuletzt vor keinem Hindernis zurückschreckte, sie zu besitzen. Ihr Bruder Ferdinand von Degenfeld forderte die Heirat seiner Schwester und drohte, Luise vom Hof zu entfernen. Am 6. Januar 1658 ließ sich der Kurfürst mit Luise morganatisch vermählen, ohne von seiner ersten Gemahlin in aller Form geschieden zu sein, gestützt auf ein Gutachten des Heidelberger Juristen Friedrich Böckelmann, das die kurfürstliche Bigamie für rechtens erklärte. Als Herr seiner Kirche sprach er am 25. Oktober 1658 seine eigene Scheidung aus; ein auch damals schon höchst zweifelhaftes Unternehmen. 1667 wurde Luise von Karl zur Raugräfin ernannt.
Marie Luise hatte nicht ohne Widerstreben die Zuneigung des Kurfürsten erwidert. Ihre Ehe war glücklich, obwohl ihre Lage infolge der Launen ihres Gemahls und manch anderer ihr ungünstiger Verhältnisse nicht leicht war.
Ihr zu Ehren ließ der Kurfürst Karl Ludwig von 1659 bis 1661 in der Heidelberger Altstadt die Providenzkirche, die erste lutherische Kirche in der Residenzstadt, erbauen.

### Marie Luise von Degenfeld und die Kurfürstin Charlotte
Die Kurfürstin Charlotte blieb nach wie vor am Hof zu Heidelberg wohnen und kehrte erst 1662 nach Kassel zurück, nachdem alle ihre Versuche, die Nebenbuhlerin wieder zu verdrängen, gescheitert waren.
Marie Luise von Degenfeld hatte kein ruhiges Leben im Dienste ihrer Herrin, die unerträglich launisch war. Sophie von der Pfalz schreibt im Jahr 1686 über die Vorbereitungen zu Charlottens Beerdigung:
„Das war das einzige Mal, daß man sie ankleidete, ohne daß sie die Leute angefahren oder geschlagen hätte.“
Sophie erzählt in ihren Memoiren anschaulich von den Auseinandersetzungen am kurfürstlichen Hof:
„Denn, indem sie das Kabinett der Degenfeld durchstöberte, fand sie nicht nur alle die Liebesbriefchen des Kurfürsten, sondern auch all die Schmucksachen, die er ihr geschenkt hatte. Das versetzte sie in eine Wut und sie ließ mich und meine Schwester rufen. Die Degenfeld hatte ihrerseits den Kurfürsten benachrichtigen lassen, und als wir eintrafen, erblickten wir einen ganz außergewöhnlichen Auftritt. Der Kurfürst stand vor seiner Geliebten, um die Schläge abzuwehren, die sie von seiner Gemahlin hätte bekommen können, die Kurfürstin ging im Zimmer hin und her und hatte alle Schmucksachen der Degenfeld in den Händen. Voll Zorn kam sie auf uns zu und schrie: Prinzessinnen, schaut her, das alles ist der Lohn der Hure, das alles ist nicht für mich bestimmt. Als der Kurfürst ihr sagte, sie solle die Juwelen derjenigen, der sie gehörten, zurückgeben, warf sie alles durchs Zimmer und kreischte: Wenn sie mir nicht gehören sollen, nun dann sind sie da, und da, und hier!“

## Kinder aus der Ehe mit Karl Ludwig
Marie Luise gebar 13 Kinder, von denen acht die Eltern überlebten. Die bedeutendste unter den Töchtern war Luise Raugräfin zu Pfalz. Durch den Briefwechsel, den ihre Halbschwester Elisabeth Charlotte – genannt Liselotte von der Pfalz – vom französischen Hof aus mit ihr führte, ist ihr ein unvergängliches Denkmal gesetzt.
Bereits im Jahr 1667 hatte Marie Luise im Namen ihrer Nachkommen auf alle Erbansprüche auf die Pfalz verzichtet und Karl Ludwig ihr und ihren Kindern den Titel von Raugrafen bzw. Raugräfinnen erteilt und sie zugleich mit den Lehen der seit Jahrhunderten erloschenen, jetzt aber erneuerten Würde der Raugrafschaft ausgestattet.
Marie Luise starb, während sie ihr 14. Kind erwartete, am 18. März 1677. Ihre Gebeine sind heute in der Gruft der Konkordienkirche in Mannheim beigesetzt.
Von den 13 Kindern starben fünf in frühester Kindheit. Von den Überlebenden starben alle fünf Söhne unverheiratet und kinderlos, vier fielen als Soldaten, einer im Duell. Von den drei Töchtern heiratete nur Karoline, die älteste. Sie hatte keine überlebenden männlichen Nachkommen.
1. Karl Ludwig Raugraf zu Pfalz (1658–1688), gefallen bei Negroponte
2. Karoline Elisabeth (1659–1696), ⚭ 1683 Meinhard von Schomberg (1641–1719), 3. Duke of Schomberg und 1. Duke of Leinster
3. Luise (1661–1733)
4. Ludwig (1662–1662)
5. Amalie Elisabeth (1663–1709)
6. Georg Ludwig (1664–1665)
7. Frederike (1665–1674)
8. Friedrich Wilhelm (1666–1667)
9. Karl Eduard (1668–1690)
10. Sofie (1669–1669)
11. Karl Moritz (1670–1702), kurbrandenburgischer Oberstleutnant
12. Karl August (1672–1691)
13. Karl Kasimir (1675–1691), gestorben im Duell in Wolfenbüttel „an übermäßigem Trunke“

siehe auch: Grafen von Degenfeld